# 弊害
| ウィキペディアには「弊害」という見出しの百科事典記事はありません（タイトルに「弊害」を含むページの一覧/「弊害」で始まるページの一覧）。 代わりにウィクショナリーのページ「弊害」が役に立つかもしれません。 |